# 本溪市
本溪市是中华人民共和国辽宁省下辖的地级市，国务院批准的较大的市，位于辽宁省东部。市境北接抚顺市，西抵沈阳市、辽阳市，南邻丹东市，东连吉林省通化市。地处辽东山区，地势东高西低，森林覆盖率高。太子河由中部入境，向西流经主城区，浑江流经市境东部。有观音阁、桓仁、回龙山等大型水库，市人民政府驻溪湖區。
本溪是中国重要的老工业基地，矿藏丰富，被誉为“地质博物馆”，是中国著名的钢铁城市，以产优质焦煤、低磷铁、特种钢而著称，素有“绿色钢都”、“中国药都”之称。2003年本溪被世界银行评定为中国基础建设最佳城市第5位。

## 历史

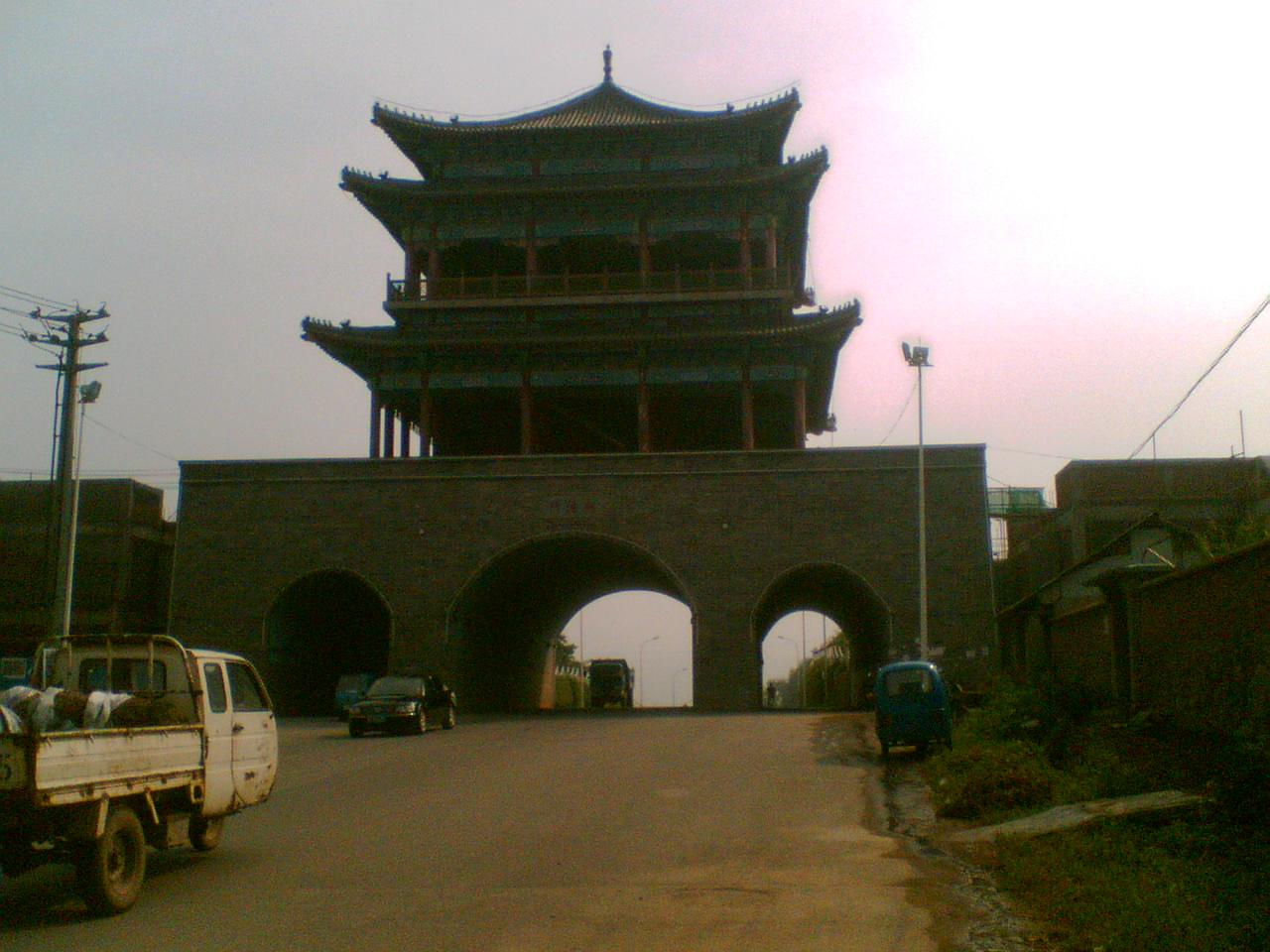
朝阳门

本溪市历史悠久，在庙后山考古发掘出的古人类文化遗址表明，在四、五十万年前的旧石器时代，人类祖先就在这里繁衍生息。这不仅填补了中国东北地区旧石器时代人类化石的空白，而且为研究东北亚人类分布和转移提供了可贵的历史资料。
本溪战国时属燕国辽东郡，从秦朝至汉朝本溪市属襄平县，后属高句丽至唐朝，唐代属安东都护府辽城州，元代时本溪县属辽阳行省辽阳路，明代本溪县属辽东都指挥使司东宁卫。
清光绪三十一年（1905年），日本人大仓喜八郎成立“本溪湖炭矿”。1911年10月更名为“本溪湖煤铁有限公司”。本溪的煤铁工业开始发展。
清光绪三十二年（1906年），清政府将本溪湖及周围地区分别从辽阳州、兴京厅、风凰厅辖区内划出，设置本溪县，治所设在在本溪湖，本溪县原属东边道管辖，后属奉天省管辖。
1939年，满洲国政府设置本溪湖市。
1945年9月18日，中国共产党领导的冀热辽军区十六军分区部队进驻本溪。1946年5月3日国民政府重新控制本溪地区。1946年10月1日，国民政府辽宁省政府下令撤销本溪湖市，原辖区并入本溪县。
1948年东北人民解放军解放本溪全境后设置本溪市，属安东省管辖。1949年4月，东北行政委员会决定，将安东省与辽宁省合并，成立辽东省、辽西省，本溪市由东北行政委员会直辖，本溪县隶属辽东省。
在中华人民共和国建立初期本溪市拥有当时连接朝鲜的唯一铁路，在抗美援朝时是重要的咽喉要道，属于战略重镇。
1952年9月，中央人民政府决定撤销本溪县，其原辖区亦并入本溪市。
1953年4月，本溪市成为中央人民政府直辖市，1954年6月改由辽宁省下辖市。1956年5月重新设置本溪县，由本溪市代管。1959年桓仁县、本溪县划为本溪市管辖。1966年4月桓仁县划归丹东市管辖，1968年12月桓仁县重新划为本溪市管辖。
1989年9月，本溪县被撤销，设立本溪满族自治县。
1992年7月25日，国务院批准本溪市为“较大的市”。

## 地理

### 概况
本溪位于东经123°34′和125°46′以及北纬40°49′和41°35′之间，全境呈亚铃形分布，总面积8411.3平方公里。境内重峦叠峰，连绵起伏，山多地少，山地面积占80%，耕地面积占8.7%，水面和其他用地占11.3%，构成了“八山一水一分田”的自然地貌。
本溪市北靠沈阳、抚顺（距沈阳77公里，距抚顺79公里），南接丹东（距丹东198公里），西邻辽阳（距辽阳46公里）、鞍山，东傍吉林（距通化150公里）。
本溪是辽宁中部城市群的中心城市，是中国著名的重工业基地，是国务院确定的特大城市，是中国优秀旅游城市、全国民族团结先进市、全国依法治市先进市、全国双拥模范城。

### 气候
本溪属湿润的温带大陆性季风气候。全年四季分明，雨量充沛。其全地区年平均气温零上7.8℃，冬季最低气温零下32.3℃；全年无霜期130—150天，冰冻期180天左右；年平均降雨量为793.7毫米，降雨多集中在七、八月份，占全年降雨量的50%至70%。综观全年，春天风和日丽，夏季稍闷热多雨，秋季天高气爽，春秋短，冬天冰封雪飘。最佳旅游季节为秋季。
| 1981–2010年间本溪市的平均气象数据                     | 1981–2010年间本溪市的平均气象数据 | 1981–2010年间本溪市的平均气象数据 | 1981–2010年间本溪市的平均气象数据 | 1981–2010年间本溪市的平均气象数据 | 1981–2010年间本溪市的平均气象数据 | 1981–2010年间本溪市的平均气象数据 | 1981–2010年间本溪市的平均气象数据 | 1981–2010年间本溪市的平均气象数据 | 1981–2010年间本溪市的平均气象数据 | 1981–2010年间本溪市的平均气象数据 | 1981–2010年间本溪市的平均气象数据 | 1981–2010年间本溪市的平均气象数据 | 1981–2010年间本溪市的平均气象数据 |
| 月份                                                  | 1月                               | 2月                               | 3月                               | 4月                               | 5月                               | 6月                               | 7月                               | 8月                               | 9月                               | 10月                              | 11月                              | 12月                              | 全年                              |
| ----------------------------------------------------- | --------------------------------- | --------------------------------- | --------------------------------- | --------------------------------- | --------------------------------- | --------------------------------- | --------------------------------- | --------------------------------- | --------------------------------- | --------------------------------- | --------------------------------- | --------------------------------- | --------------------------------- |
| 平均高温 °C（°F）                                     | −4.8 (23.4)                       | −0.4 (31.3)                       | 6.6 (43.9)                        | 16.2 (61.2)                       | 22.6 (72.7)                       | 27.0 (80.6)                       | 28.6 (83.5)                       | 28.3 (82.9)                       | 23.6 (74.5)                       | 16.1 (61.0)                       | 5.7 (42.3)                        | −2.1 (28.2)                       | 14.0 (57.1)                       |
| 日均气温 °C（°F）                                     | −11.4 (11.5)                      | −6.6 (20.1)                       | 1.0 (33.8)                        | 10.2 (50.4)                       | 16.7 (62.1)                       | 21.4 (70.5)                       | 24.0 (75.2)                       | 23.1 (73.6)                       | 17.1 (62.8)                       | 9.5 (49.1)                        | 0.0 (32.0)                        | −8.0 (17.6)                       | 8.1 (46.6)                        |
| 平均低温 °C（°F）                                     | −16.8 (1.8)                       | −11.8 (10.8)                      | −4.0 (24.8)                       | 4.5 (40.1)                        | 10.9 (51.6)                       | 16.2 (61.2)                       | 19.9 (67.8)                       | 18.9 (66.0)                       | 12.0 (53.6)                       | 4.2 (39.6)                        | −4.7 (23.5)                       | −12.8 (9.0)                       | 3.0 (37.5)                        |
| 平均降水量 mm（）                                     | 8.6 (0.34)                        | 10.0 (0.39)                       | 21.2 (0.83)                       | 46.2 (1.82)                       | 64.1 (2.52)                       | 103.3 (4.07)                      | 205.4 (8.09)                      | 182.5 (7.19)                      | 63.5 (2.50)                       | 46.5 (1.83)                       | 26.6 (1.05)                       | 12.0 (0.47)                       | 789.9 (31.1)                      |
| 平均降水天数（≥ 0.1 mm）                              | 5.0                               | 5.0                               | 6.2                               | 8.2                               | 9.6                               | 12.3                              | 14.3                              | 12.2                              | 8.3                               | 7.6                               | 6.8                               | 4.8                               | 100.3                             |
| 平均相對濕度（％）                                    | 64                                | 58                                | 53                                | 50                                | 56                                | 66                                | 77                                | 78                                | 73                                | 64                                | 63                                | 65                                | 64                                |
| 月均日照時數                                          | 164.4                             | 186.5                             | 220.5                             | 230.2                             | 240.8                             | 213.0                             | 173.5                             | 183.0                             | 203.7                             | 200.8                             | 161.1                             | 147.5                             | 2,325                             |
| 可照百分比                                            | 56                                | 63                                | 60                                | 58                                | 54                                | 48                                | 38                                | 43                                | 55                                | 59                                | 55                                | 52                                | 52                                |
| 来源：中国气象局（1971–2000年间的降水天数和日照数据） |                                   |                                   |                                   |                                   |                                   |                                   |                                   |                                   |                                   |                                   |                                   |                                   |                                   |

## 政治

### 现任领导
| 机构     | · 中国共产党 · 本溪市委员会 | 本溪市人民代表大会 常务委员会 | 本溪市人民政府    | · 中国人民政治协商会议 · 本溪市委员会 |
| 职务     | 书记                        | 主任                          | 市长              | 主席                                  |
| -------- | --------------------------- | ----------------------------- | ----------------- | ------------------------------------- |
| 姓名     | 王永威                      | 何庆伟                        | 孙付春            | 高巍                                  |
| 民族     | 汉族                        | 汉族                          | 汉族              | 汉族                                  |
| 籍贯     | 河北省保定市徐水区          |                               | 山东省萊陽市      |                                       |
| 出生日期 | 1971年9月（53歲）           | 1967年4月（58歲）             | 1975年4月（50歲） | 1964年9月（60歲）                     |
| 就任日期 | 2025年3月                   | 2025年1月                     | 2025年1月         | 2022年1月                             |

### 行政区划
本溪市现辖4个市辖区、2个自治县。
- 市辖区：平山区、溪湖区、明山区、南芬区
- 自治县：本溪满族自治县、桓仁满族自治县

此外，本溪市还设立国家级本溪高新技术产业开发区。

## 人口
根据2020年第七次全国人口普查，全市常住人口为1,326,018人。同第六次全国人口普查的1,709,538人相比，十年共减少了383,520人，下降22.43%，年平均增长率为-2.51%。其中，男性人口为656,531人，占总人口的49.51%；女性人口为669,487人，占总人口的50.49%。总人口性别比（以女性为100）为98.06。0－14岁的人口为119,200人，占总人口的8.99%；15－59岁的人口为822,107人，占总人口的62%；60岁及以上的人口为384,711人，占总人口的29.01%，其中65岁及以上的人口为253,394人，占总人口的19.11%。居住在城镇的人口为1,053,426人，占总人口的79.44%；居住在乡村的人口为272,592人，占总人口的20.56%。

### 民族
全市常住人口中，汉族人口为885,924人，占66.81%；各少数民族人口为440,094人，占33.19%。与2010年第六次全国人口普查相比，汉族人口减少293,101人，下降24.86%，占总人口比例下降2.16个百分点；各少数民族人口减少90,419人，下降17.04%，占总人口比例增加2.16个百分点。其中，满族人口减少83,743人，下降17.23%，占总人口比例增加1.91个百分点；回族人口减少5,000人，下降21.05%，占总人口比例增加0.02个百分点；朝鲜族人口减少2,758人，下降20.28%，占总人口比例增加0.02个百分点；蒙古族人口减少40人，下降0.79%，占总人口比例增加0.08个百分点。
| 民族名称                | 汉族    | 满族    | 回族   | 朝鲜族 | 蒙古族 | 锡伯族 | 壮族 | 苗族 | 土家族 | 维吾尔族 | 其他民族 |
| ----------------------- | ------- | ------- | ------ | ------ | ------ | ------ | ---- | ---- | ------ | -------- | -------- |
| 人口数                  | 885,924 | 402,198 | 18,753 | 10,841 | 5,046  | 1,063  | 314  | 304  | 217    | 172      | 1,186    |
| 占总人口比例（%）       | 66.81   | 30.33   | 1.41   | 0.82   | 0.38   | 0.08   | 0.02 | 0.02 | 0.02   | 0.01     | 0.09     |
| 占少数民族人口比例（%） | －      | 91.39   | 4.26   | 2.46   | 1.15   | 0.24   | 0.07 | 0.07 | 0.05   | 0.04     | 0.27     |

## 交通
- 304国道过境。
- 506国道过境

## 经济
本溪市为中国重工业基地之一。2007年的本溪市GDP为484.9亿元。第一、二、三产业增加值分别达到29.3亿元、299.5亿元和156.1亿元。本溪市人均GDP达31066元。截至2010年末，本溪已完全年850亿元GDP的总量，人均5.5万，增长16.3%。地方财政一般预算收入完成75亿元，增长27.4%。本溪县8000人口的高官镇，在2010年1月至10月期间，以一镇之力单独创造了41.8亿的GDP量值。2017年，全市地区生产总值实现810.1亿元。

## 全国重点文物保护单位
- 五女山山城
- 庙后山遗址
- 高俭地山城
- 下古城子城址
- 边牛山城址
- 马城子墓地
- 望江楼墓地
- 雅河流域墓群
- 冯家堡子墓地
- 本溪湖工业遗产群

## 名胜

### 明辽东边墙
明朝筑的辽东边墙沿伸到本溪，在本溪境内的长度有70千米。

### 本溪水洞

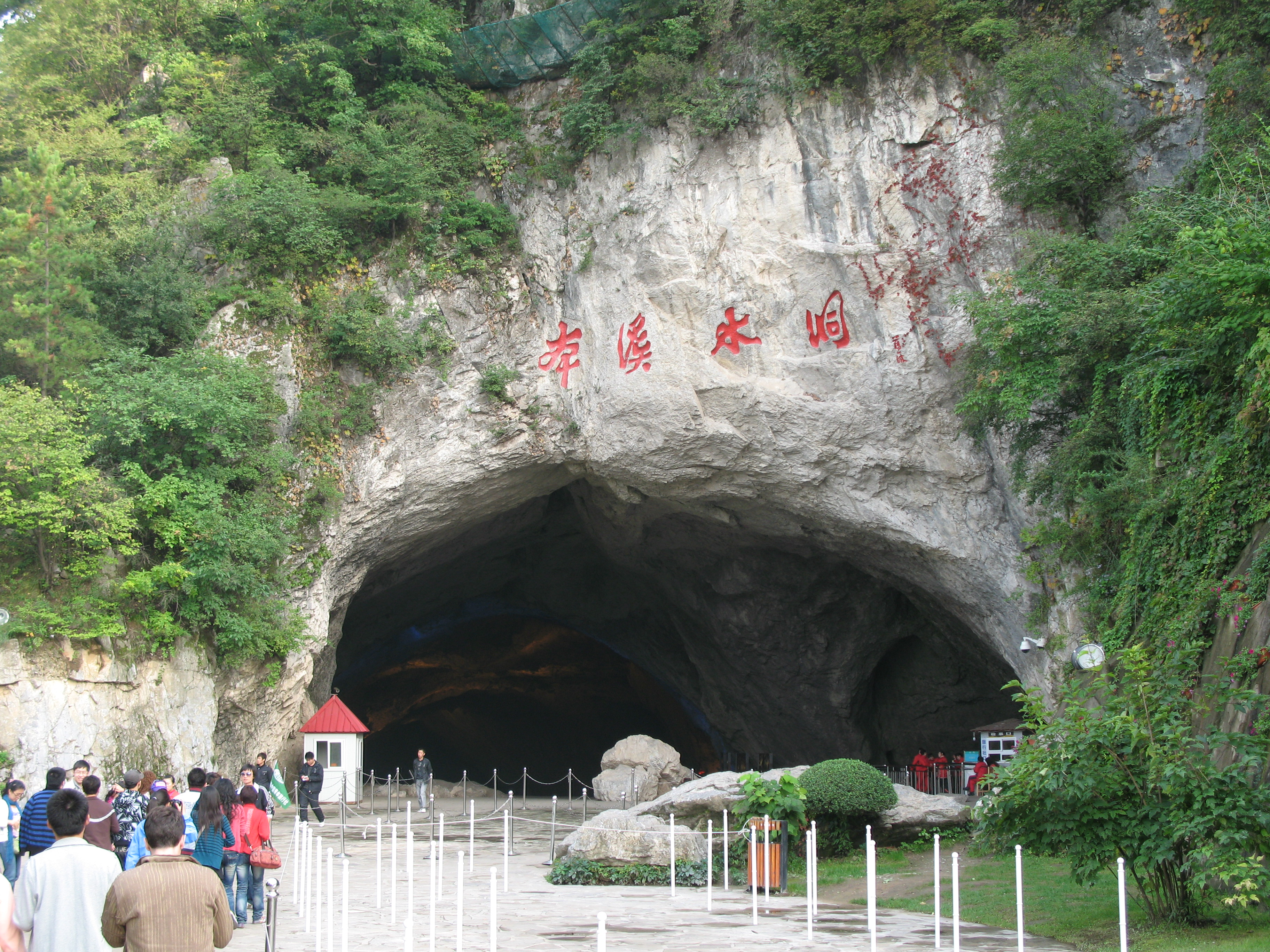
本溪水洞

本溪水洞对外宣传为亚洲最长地下充水溶洞。1994年被中华人民共和国国务院批准为国家重点风景名胜区；2015年7月，被中国国家旅游局评为5A级旅游景区。

### 本溪湖
本溪湖申报“世界最小的湖”吉尼斯世界纪录最终获批，成为上海大世界基尼斯之最的第2346号纪录。
本溪湖是天然形成的湖，以小巧著称，湖面仅15平方米。本溪湖是洞中湖，外阔内狭，极似犀牛角做成的酒杯，故称“杯犀湖”。据史料记载，清雍正十二年（1734年），因 “杯犀湖”名称过雅，又难写难认，故取其谐音改称“本溪湖”。在距今25万年至15万年间，辽东半岛地区是一片汪洋，由于地球的岩浆和地壳发生运动，使得辽东半岛地区由“海洋”变成了大陆。由于岩石间地下水和地表水的流动，把重碳酸钙颗粒冲刷掉，坚硬的石灰石就逐渐形成了许多的洞，本溪湖就是这样形成的。

### 九顶铁刹山
九顶铁刹山是辽东名山之一，为东北道教的发祥地。它坐落于本溪满族自治县南甸镇境内，最高峰海拔912.9米，山势险峻，峰峦叠嶂，气势雄伟，风景秀丽。

### 五女山
五女山位于桓仁满族自治县北侧，"相传有五女屯兵其上，因以得名。"还传说古时有五位仙女下凡，为民除害，人们在山上修五女庙以示怀念。迄今庙址尚存，为世界文化遗产。

### 关门山
关门山位于本溪满族自治县境内，距市区48公里，因双峰对峙，一阔一窄，一大一小，其状如门，故称关门山。

### 温泉寺
温泉寺是著名的疗养胜地，南距本溪水洞5公里，东临太子河。温泉寺泉水恒温44℃，每日最大出水量470吨，属硫酸钾钠型、含钙离子、弱碱性、弱放射性、低矿化度热泉，对各类关节炎、风湿症、四肢麻木、神经炎及各类皮肤病等均有治疗作用。

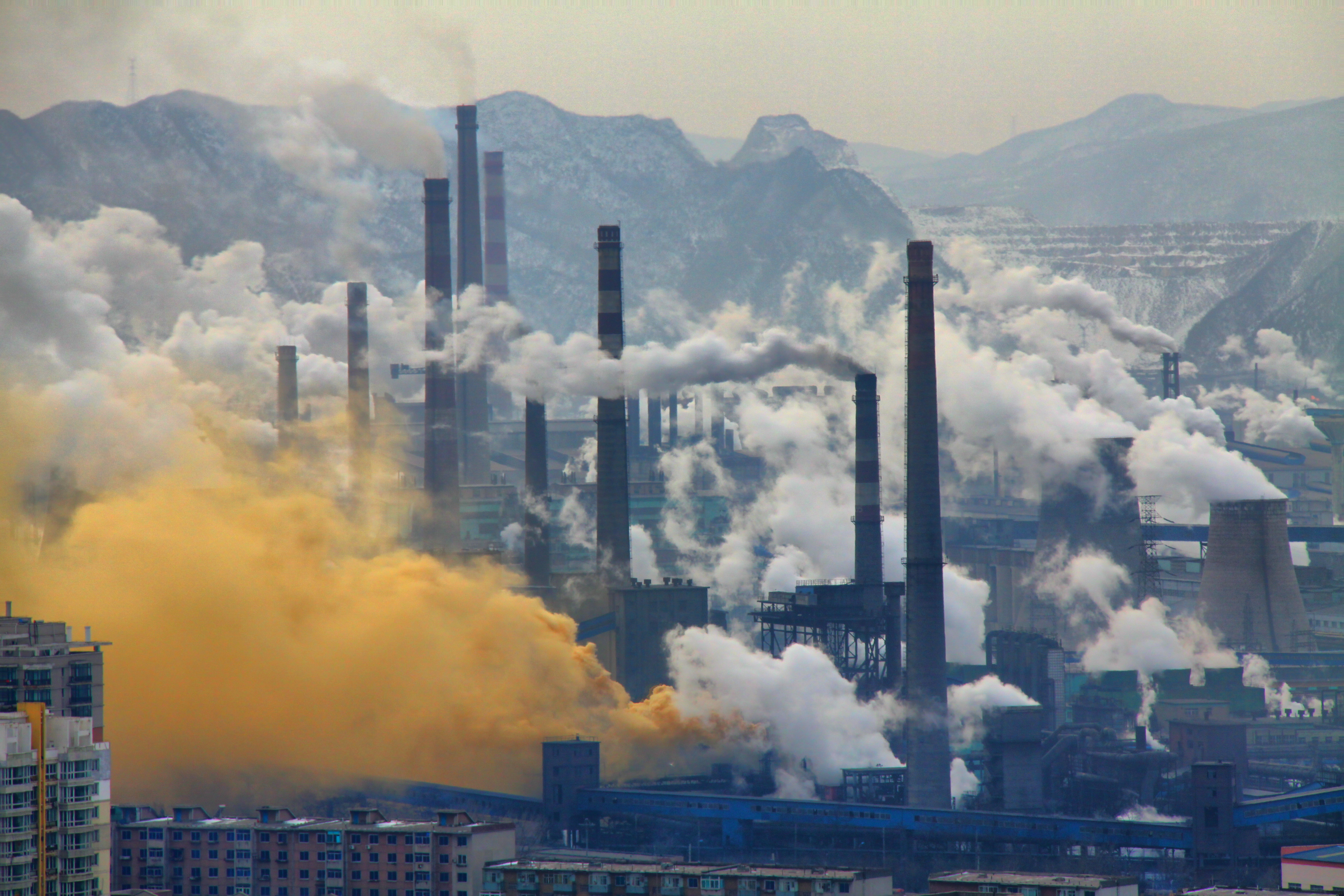
本钢厂区
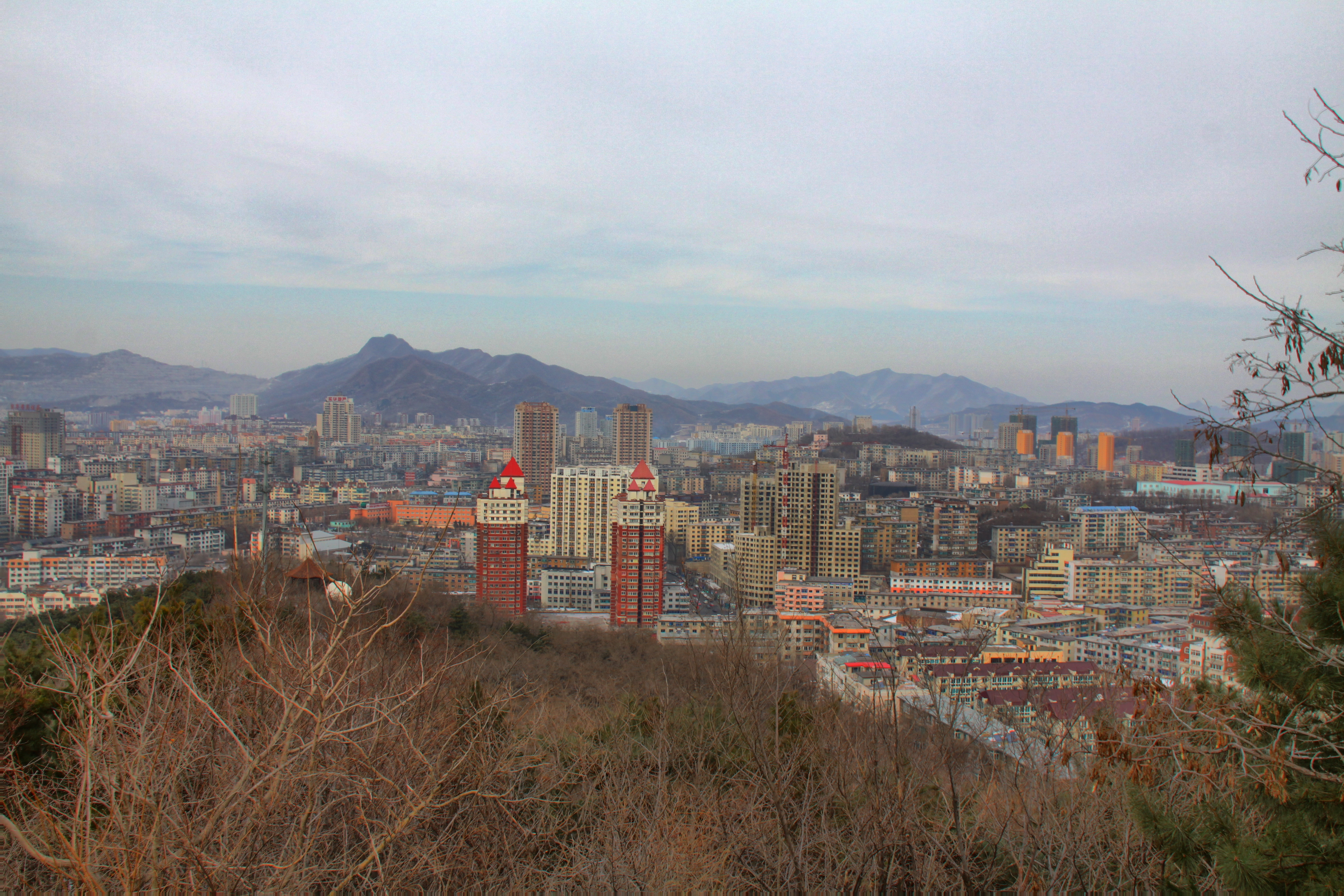
从本溪市区望溪公园山顶眺望市区
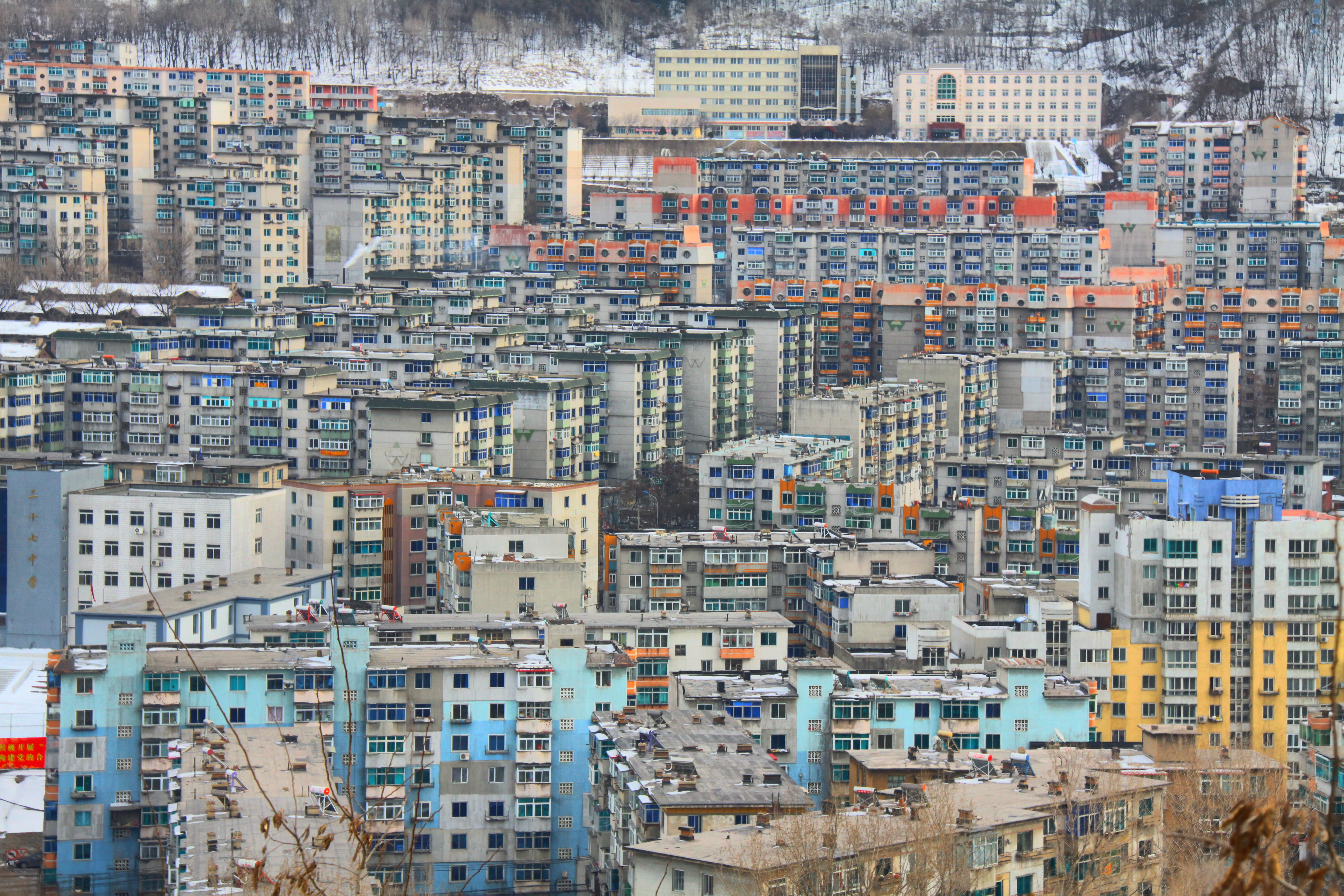
住宅